# Гласс, Ноа
Ноа Гласс (англ. Noah Glass) — американский разработчик программного обеспечения, известный по своей работе в Твиттере и компании Odeo, подкастинговой компанией, закрывшейся в 2007 году.

## Карьера
После ухода из Industrial Light and Magic, Гласс работал над несколькими проектами с Марком Картером, основателем Macromind, позже объединенной с Authorware, Inc. Micromind стала "прародителем" компании Macromedia, в которой создавались Shockwave, технология Flash-анимации и мультимедийное программное обеспечение.
Гласс разработал приложение, которое позволяло пользователю делать записи в аудиоблог откуда угодно с помощью сотового телефона. Подкастинговая компания Odeo была создана как партнерство его небольшого стартапа AudBlog и Эванса Уильямса (на тот момент основателем Blogger.com)

### Twitter
В 2006 году вместе с компанией Odeo Гласс помог создать и развить проект, который в конечном итоге стал известен как Твиттер. Гласс был не только движущей силой, разбивавшей проект, он, также, придумал название: «Twttr», позже измененное на «Twitter». В книге Инкубатор Твиттер, Ника Билтона, о Глассе написано как о соучредителе Твиттера, так как он помог реализовать идею и разработать некоторые из её основных особенностей.